# Чуйко, Леонид Иванович
Леони́д Ива́нович Чуйко́ (5 декабря 1930 года — 5 марта 2008 года) — советский военный деятель, генерал-лейтенант Советской армии. Герой Социалистического Труда (1969), заслуженный строитель Российской Федерации (2005).

## Биография
Родился 5 декабря 1930 года в селе Тимирязевка ныне Ново-Троицкого района (ныне - Херсонской области, Украина). Перед войной семья переехала в Воронеж. Украинец.
В 1951 году окончил Воронежский авиационный техникум имени В. П. Чкалова.
С 1951 года — в Советской Армии. В 1957 году с отличием окончил Военно-инженерную академию имени В. В. Куйбышева.
С 1957 года служил в частях Центрального управления специального строительства Министерства обороны СССР. Длительное время трудился на строительстве военных объектов в Казахской ССР. Возглавлял строительство секретных объектов ПВО СССР, сооружение боевых ракетных комплексов для запусков баллистических ракет стратегического назначения. Был начальником стройплощадки космодрома Байконур.
Указом Президиума Верховного Совета СССР от 29 августа 1969 года за выдающийся вклад в укрепление обороноспособности Родины подполковнику Чуйко было присвоено звание Героя Социалистического Труда.
С 1970 года — начальник строительного управления Дальневосточного военного округа. Тогда в связи с обострением отношений с Китайской Народной Республикой развернулось массированое строительство укрепрайонов, оборонительных рубежей, аэродромов, военных городков и других необходимых объектов для размещения дополнительно переброшенных на Дальний Восток войск.
С марта 1980 года — начальник Главного управления специального строительства в районах Дальнего Востока и Забайкалья («Главдальспецстрой») Министерства строительства в восточных районах СССР.
Силами треста в те годы строились металлургический завод в Комсомольске-на-Амуре, Гусино-Озерский завод по производству радиотехнического оборудования, Читинский моторостроительный завод, Партизанский вертолётный завод, расширены мощности судостроительного завода «Ленинский комсомол» по производству атомных подводных лодок, сооружались и реконструировались другие предприятия военно-промышленного комплекса.
В феврале 1986 года был назначен заместителем Министра строительства в районах Дальнего Востока и Забайкалья СССР. Выполнял задачи по строительству объектов социального назначения и военно-промышленного комплекса на территории Забайкалья и Дальнего Востока.
С 1991 года — в отставке. Последняя занимаемая должность — советник начальника ФГУП «ГУСС „Дальспецстрой“ при Спецстрое России». Жил в Москве.
Скончался 5 марта 2008 года. Похоронен на Останкинском кладбище в Москве.

## Награды и звания
- Медаль «Серп и Молот»
- Орден Ленина
- Орден Трудового Красного Знамени (1977 год)
- Орден Красной Звезды (1966)
- Орден «За службу Родине в Вооружённых Силах СССР» III степени
- Заслуженный строитель Российской Федерации (2005 год)